# Rhizotrogus aestivus
Rhizotrogus aestivus är en skalbaggsart som beskrevs av Olivier 1789. Rhizotrogus aestivus ingår i släktet Rhizotrogus och familjen Melolonthidae. Inga underarter finns listade i Catalogue of Life.

## Bildgalleri

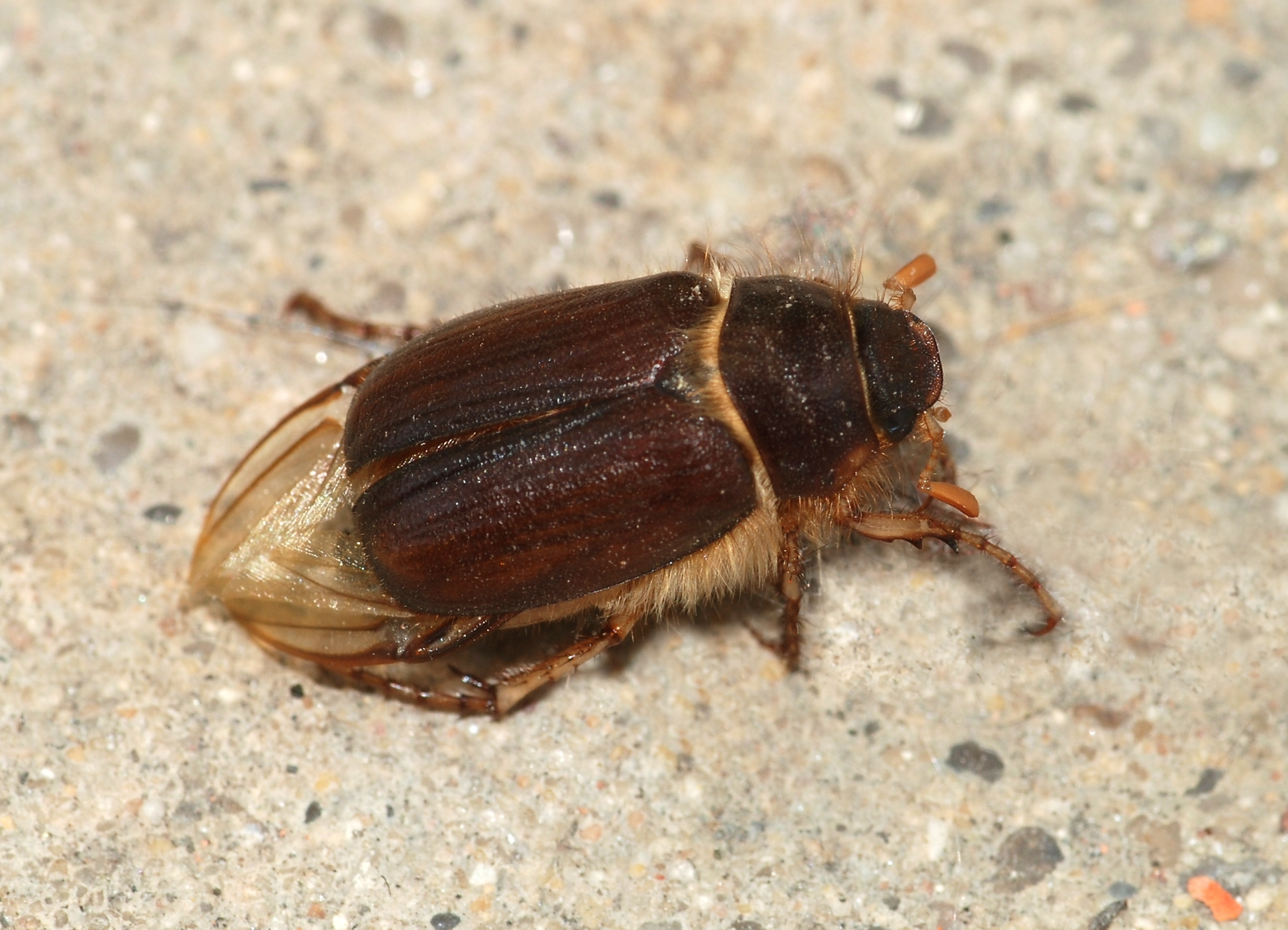
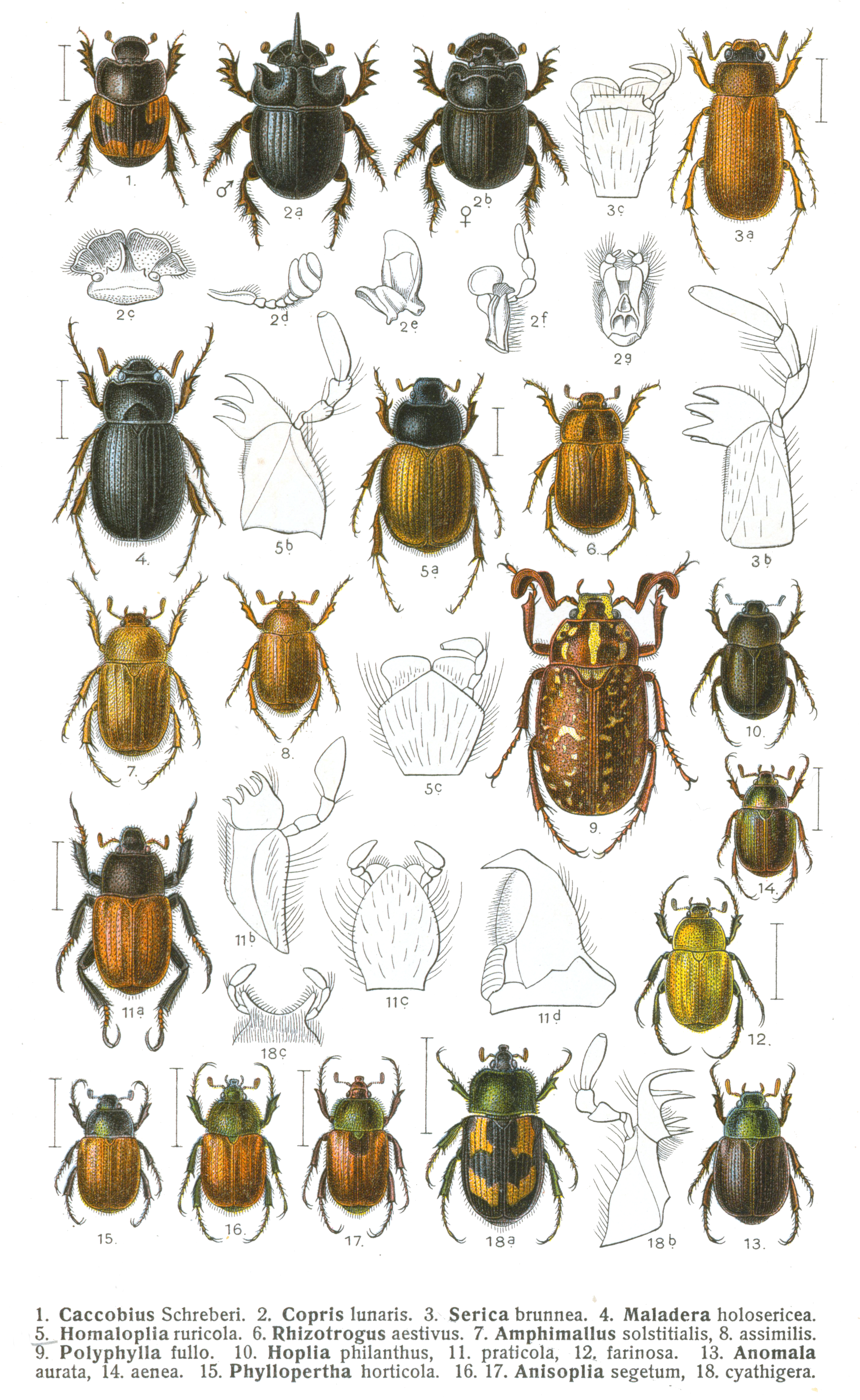
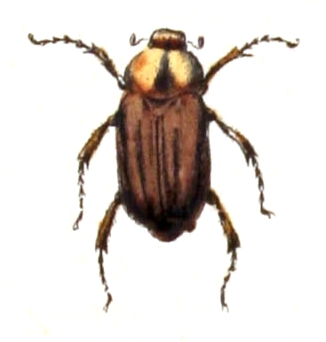